# Ut Rupes
L'Ut Rupes è una struttura geologica della superficie di Venere.